# Polyphony Digital
K.K. Polyphony Digital (jap. 株式会社ポリフォニー・デジタル, Kabushiki-gaisha Porifonī Dejitaru) ist ein Spieleentwicklungs-Studio, das vor allem für seine sehr erfolgreiche Rennspiel-Reihe „Gran Turismo“ bekannt ist. Es ist ein hundertprozentiges Tochterunternehmen von Sony Interactive Entertainment (ehemals Sony Computer Entertainment Inc., SCEI).
Polyphony war früher als Polys Entertainment bekannt und ist ein firmeninternes Entwicklungsteam von SCEI. Ihre ersten Titel, die ersten beiden Spiele der Motor Toon GP-Comicrennspiel-Reihe für die PlayStation, wurden noch unter dem Namen SCEI veröffentlicht.
Ihr nächstes Projekt, das Rennspiel „Gran Turismo“ wurde ein weltweiter Erfolg und erhielt zahlreiche Auszeichnungen. Infolge dieses Erfolges und des neuen Bekanntheitsgrads gewährte SCEI dem Entwicklungsteam größere Freiheiten in der Entwicklung neuer Spiele. Das Team wurde in Polyphony Digital umbenannt.
In den folgenden Jahren entwickelte das Team das Action Spiel „Omega Boost“ und mehrere Fortsetzungen der sehr erfolgreichen „Gran Turismo“-Serie für Sonys Spielekonsolen PlayStation, PlayStation 2, PlayStation 3, PlayStation Portable, PlayStation 4 und PlayStation 5.
Geführt wird das Entwicklungsteam von Kazunori Yamauchi, dem geistigen Vater der GT-Serie. Polyphony Digital gilt heute als eines der wichtigsten „First Party Entwicklungshäuser“ bei Sony.

## Spielegeschichte
- Motor Toon GP (1994, PlayStation)
- Motor Toon GP 2 (1996, PlayStation)
- Gran Turismo (1997, PlayStation)
- Gran Turismo 2 (1999, PlayStation)
- Omega Boost (1999, PlayStation)
- Gran Turismo 3 A-spec (2001, PlayStation 2)
- Gran Turismo Concept 2001 Tokyo (2002, PlayStation 2)
- Gran Turismo Concept 2002 Tokyo-Seoul (2002, PlayStation 2)
- Gran Turismo Concept 2002 Tokyo-Geneva (2002, PlayStation 2)
- Gran Turismo 4 Prologue (2004, PlayStation 2)
- Gran Turismo 4 (2004, PlayStation 2)
- Gran Turismo 4 Toyota MTRC Version (2004, PlayStation 2)
- Gran Turismo 4 Toyota Prius Edition (2004, PlayStation 2)
- Gran Turismo PSP (Arbeitstitel: Gran Turismo 4 Mobile) (Oktober 2009, PlayStation Portable)
- Tourist Trophy (Mai 2006, PlayStation 2)
- Gran Turismo 5 Prologue (Dez 2007 Japan, 27. März 2008 Europa, Mai 2008 USA, PlayStation 3)
- Gran Turismo 5 (24. November 2010, PlayStation 3)
- Gran Turismo 5 Academy Edition (26. September 2012, PlayStation 3)
- Gran Turismo 5 2013 (21. Dezember 2012, PlayStation 3)
- Gran Turismo 6 (6. Dezember 2013, PlayStation 3)
- Gran Turismo Sport (2017, PlayStation 4)
- Gran Turismo 7 (2022, PlayStation 4, PlayStation 5)